# Fino Mornasco
Fino Mornasco là một đô thị ở tỉnh Como trong vùng Lombardia, có cự ly khoảng 35 kilômét (22 mi) về phía tây bắc của Milano và khoảng 8 kilômét (5 mi) về phía tây nam của Como. Tại thời điểm ngày 31 tháng 12 năm 2004, đô thị này có dân số 8.712 người và diện tích là 7,3 km².
Đô thị Fino Mornasco có các frazioni (các đơn vị trực thuộc, chủ yếu là các làng) Socco and Andrate.
Fino Mornasco giáp các đô thị: Cadorago, Casnate con Bernate, Cassina Rizzardi, Cucciago, Guanzate, Luisago, Vertemate con Minoprio.